# Dalar
Dalar – wieś w Armenii, w prowincji Ararat. W 2011 roku liczyła 2594 mieszkańców.